# خواص غیرخطی فیبر

## خواص غیرخطی فیبر نوری
به‌طور کلی این خواص محدودیت‌هایی را در انتقال داده‌ها به وجود می‌آورند که لازم است این اثرات شناسایی شوند و در حین انتقال نور و ساخت فیبر نوری این اثرات را لحاظ کنیم. از دید کلی می‌توان گفت هرگاه توان ورودی اپتیکی در فیبر کوچک باشد فیبر شبیه یک محیط خطی عمل می‌کند که در نتیجه اتلاف وضریب شکست محیط مستقل از توان سیگنال می‌شود. اما وقتی توان اپتیکی بالا می‌رود فیبر شبیه یک محیط غیرخطی عمل می‌کند که دراینصورت اتلاف و ضریب شکت وابسته به توان می‌شود.
دونوع اثر غیرخطی در فیبر در نظر می‌گیریم:
1) اثراتی که ناشی از پراکندگی القایی است وشدت وابسته به بهره یا اتلاف را به وجود می‌آورد ( پراکندگی القایی بریلوئن _ پراکندگی القایی رامان )
2) اثراتی که ناشی از تغییرات ضریب شکست است که باعث به وجود آمدن مدولاسیون فازی یا ترکیب چند موج وتولید فرکانس‌های جدید می‌شود ( مدولاسیون خود فازی _ مدولاسیون فازی متقاطع _ ترکیب چهار موج )

## پراکندگی القایی بریلوئن(Stimulated Brillouin Scattering)
SBS یک خاصیت غیرخطی در فیبر است که محدودیت زیادی روی مقدار توان اپتیکی که می‌تواند به‌طور مناسب وارد فیبر شود وارد می‌کند. SBS وقتی به وجود می‌آید که میدان الکتریکی متغیر با زمان درون فیبر می‌تواند با مدهای ارتعاشی_ آکوستیکی(فونون‌ها) ماده فیبر اندرکنش انجام دهد و در اینصورت نور پراکنده می‌شود. به این پراکندگی، پراکندگی بریلوئن میگویند. توان بالای فیبر نوری در واقع باعث می‌شود ضریب شکست فیبر به صورت پریودیک تغییر کند وباعث برگشت نور شود.

## پراکندگی القایی رامان(Stimulated Raman Scattering)
SRS در نتیجه اندرکنش همدوس بین نور پمپ شده یا فرودی و یک موج فرکانسی منتقل شده( استوکس ) اتفاق می‌افتد. این اندرکنش ناشی از نیرویی است که رزوناتورهای مولکولی ماده را تحریک می‌کند و در نتیجه یک انتقال توان بین دو موج اپتیکی خواهیم داشت. 
SRS و SBS از سه جهت با هم تفاوت دارند : 
1- به‌دلیل ضریب رامان پایین، SRS  در توان‌های بالاتر از SBS  به وجود می‌آید که عموماً بزرگتر از 1 وات است.
2- شیفت رامان در سیلیکا خیلی بزرگتر از شیفت بریلوئن است.
3- SRS برخلاف SBS یک پرتوی استوکس در جهت و خلاف جهت فیبر تولید می‌کند اگرچه بیشتر بازده در جهت فیبر است.

## مدولاسیون خود فازی(Self-Phase Modulation)
وقتی نوری با شدت بالا در فیبر منتشر می‌شود به علت اثر اپتیکی کر تغییری در ضریب شکست ماده به وجود می‌آید که این منجر به تغییر در ثابت انتشار می‌شود در نتیجه یک تأخیر فاز غیرخطی در پالس به وجود می‌آید. این تأخیر فاز وابسته به زمان منجر به این می‌شود که پالس خروجی یک چرپ ( یعنی یک فرکانس آنی وابسته به زمان ) بدست آورد. از آنجایی که توان پالس، فاز خود را مدوله می‌کند به این پدیده مدلاسیون خود فازی میگویند. هنگامی که SPM بر روی یک پالس اثر می‌کند معمولاً بسته به چرپ پالس، می‌توان طیف پالس را باریکتر یا پهنتر کند ویا اینکه اثری بر آن نداشته باشد.

## مدلاسیون فازی متقاطع(Cross-Phase Modulation)
وقتی دو سیگنال یا بیشتر با فرکانس‌های مختلفی به‌طور هم‌زمان وارد فیبر می‌شوند فاز غیرخطی در فرکانس w وابسته به توان دیگر سیگنال‌ها می‌شود. این اثر همان CPM است وعلتآن شدت وابسته به ضریب شکست است. CPM وقتی مؤثر است که سیگنال‌ها در یک زمان روی هم اثر بگذارند. در حضور پاشندگی محدود دو پالس با فرکانس‌های مختلف با سرعت‌های مختلف حرکت می‌کنند و بنابراین پالس‌ها از یکدیگر دور می‌شوند و همچنین با پاشندگی زیاد طول این فاصله کم می‌شود وبنابراین CPM اثرگذار خواهد بود. در ارتباطات فیبر نوری مدلاسیون فازی متقاطع درفیبرها می‌تواند به ایجاد خط روی خط افتادن کانال‌ها ( cross talk ) منجر شود.

## ترکیب چهار موج(Four- Wave Mixing)
در یک فیبر عموماً چندین فرکانس باهم منتقل می‌شوند. تداخل این فرکانس‌ها با یکدیگر باعث تولید مؤلفه‌های جدیدی می‌شود. این مؤلفه‌ها ناخواسته اغلب مخرب هستند و روی باندهای مختلف از جمله خود مؤلفه‌های اصلی ظاهر می‌شوند و موجب خط روی خط افتادن کانال‌ها می‌شوند. مهم‌ترین عوامل در افزایش FWM عبارتند از: افزایش قدرت کانال‌ها_ کم بودن پاشندگی رنگی _ کم بودن فواصل کانال‌ها.
نکته جالب تأثیر پاشندگی در کاهش FWM است. به همین علت در سیستم‌های انتقال فیبر نوری هرگز پاشنگی را صفر نمی‌کنند.